# Bosaj

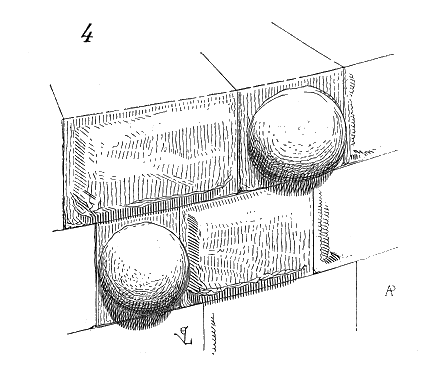
Un exemplu de bosaj

Bosajul este un tip de finisaj la fața zidului exterior al unei clădiri, realizat din blocuri de piatră, egale ca dimensiuni, dispuse în șiruri regulate, a căror latură frontală este tratata în relief, în maniere diferite.
Bosajul este o tehnică de a prinde pe jumătate o piatră naturală în interiorul zidului unei clădiri, care poate ajuta la diferite decorații exterioare. Bosajul mai poate fi întâlnit  clădirile vechi. Mai este folosită și pentru marginile clădirilor, cunoscute sub denumirea de conci rustice. Cavitatea în care stă piatra poate fi rotundă, pătrată, teșită, în formă de romb, etc. Există bosajul „în diamant”, bosajul „rotunjit”, bosajul de „rustic” etc.